# Plácido de Castro Futebol Club
Il Plácido de Castro Futebol Club, meglio noto come Plácido de Castro, è una società calcistica brasiliana con sede nella città di Plácido de Castro, nello stato dell'Acre.

## Storia
Il club è stato fondato il 3 novembre 1979. Il club ha terminato al terzo posto nel Campionato Acriano 2008. Ha partecipato al Campeonato Brasileiro Série D nel 2011, dove è stato eliminato alla prima fase. Il Plácido de Castro ha vinto il Campionato Acriano nel 2013.

## Palmarès

### Competizioni statali
- Campionato Acriano: 1

2013

### Altri piazzamenti
- Campionato Acriano:

Terzo posto: 2008